# ポール・パレー
ポール・パレー（Paul Paray, 1886年5月24日 ル・トレポール - 1979年10月10日 モンテカルロ）は、フランスの指揮者、作曲家。優れたオーケストラ・ビルダーとして有名で、その指導と監督のもとにデトロイト交響楽団を世界有数のオーケストラに育て上げた。指揮者として著名であるが、本来は作曲家でもあり、没後に時を置いて一連の作品が再評価されるようになってきた。

## 略歴
ノルマンディー（セーヌ＝マリティーム県）出身。父親は彫刻家であると同時に教会オルガニストであり、アマチュアの音楽団体を率いていた。パレーは少年時代から、父親のオーケストラで打楽器奏者を担当しており、その後ルーアンに行き2人の大修道院長、ブルジョワ師とブルドン師に音楽を、オルガン演奏をアリン（Haelling）に師事し、パリ音楽院への入学資格を得た。1911年にカンタータ『ヤニッツァ』 (Yanitza) を提出して、ローマ大賞を獲得。第一次世界大戦が始まるとフランス陸軍に召集されるが、1914年に捕虜としてダルムシュタット収容所に送致され、その地で弦楽四重奏曲を作曲した。
終戦後は、カジノ・デ・コトレーの楽団の楽長に就任。このアンサンブルはコンセール・ラムルーの出身者もまじっており、これが転機となってコンセール・ラムルーを指揮するようになり、その後はコンセール・コロンヌやモンテカルロ・フィルハーモニー管弦楽団の指揮者も務めた。
1922年にバレエ音楽『不安なアルテミス』 (Artémis troublée) を作曲。1931年に『ジャンヌ・ダルク帰天500周年記念のミサ曲』を作曲、これはジャンヌの殉教を称えるためにルーアン大聖堂によって委嘱された作品である。1935年に『交響曲第1番ハ長調』を、1940年に『交響曲第2番イ長調』を作曲し、それぞれコンセール・コロンヌによって初演された。
1939年にニューヨーク・フィルハーモニー協会交響楽団を指揮して米国デビューを果たす。1952年にデトロイト交響楽団の音楽監督に任命され、1963年に退任するまで、モノラル時代からステレオ初期の時代のマーキュリー・レーベルに数々の演奏を残した。
デトロイト離任後も自由な客演活動を続け、フランス国立放送管弦楽団、パリ管弦楽団、モンテ・カルロ国立歌劇場管弦楽団、イスラエル・フィルハーモニー管弦楽団等を指揮したが、1979年10月10日に死去した。

## 録音
有名な録音の一つに、サン＝サーンスの『オルガンつき交響曲』が挙げられる。1957年10月に行われた録音を取り巻く状況は、とりわけ幸運に恵まれていた。パレーはこの作品特有の要求を、自分なりに理解しており、デトロイト交響楽団はすでにフランス最上のオーケストラに引けを取らない水準になっていた。少年時代の恩師の一人で親しいマルセル・デュプレがこのセッションにオルガニストとして招かれた。デュプレ自身、青年時代にサン＝サーンス自身の演奏を最大限の目標としていた。それに、デトロイトのフォード・オーディトリアムに据えられたオルガンは、この作品に似つかわしい音色であった。この録音は、音響的に今日の水準に見合っているとはいえないもの、それでもこの交響曲の、世界的に最も優れた演奏の一つに数えられている。
他のフランス物ではベルリオーズの『幻想交響曲』やフランクの交響曲、ドビュッシーやラヴェルの管弦楽曲集などがあり、特にベルリオーズ・フランクは名盤の誉れが高い。
またドイツ物については、同じくドイツ物を得意としたフランス系指揮者モントゥーやクリュイタンスに勝るとも劣らない非常に高い評価を受け、知的ですっきりとしつつも味わいのある演奏を聴かせた。録音ではベートーヴェンの交響曲選集やシューマンの交響曲全集、ワーグナーの管弦楽曲集を残している。ベートーヴェンの交響曲第6番『田園』（1954年録音、デトロイト交響楽団）では、多くの場合には演奏時間40分ほどを要するこの作品を35分30秒という速さで演奏しており、録音史上最速の『田園』といわれている。
1942年のフランス映画『アルルの女』で、モンテカルロ劇場管弦楽団を指揮してサウンドトラックを担当。冒頭では前奏曲の演奏も見られる。

### 主要な録音
特記なきものはデトロイト交響楽団
- アダン：『たれもし王者なりせば』序曲（1960年）
- イベール：交響組曲『寄港地』（1962年）
- ウェーバー：『舞踏への勧誘』（1959年）
- エロルド：『ザンバ』序曲（1960年）
- オベール：『王冠のダイヤモンド』序曲（1960年）、『青銅の馬』序曲（1957年）、『フラ・ディアヴォロ』序曲（1957年）、『マッサニエロ』序曲（1957年）
- オッフェンバック：『美しきエレーヌ』（1959年）、『天国と地獄』序曲（1959年）、『ホフマン物語』組曲（1959年）
- グノー：『ファウスト』からバレエ音楽（1962年）、あやつり人形の葬送行進曲（1959年）
- サン＝サーンス：交響曲第3番『オルガン付』（オルガン：マルセル・デュプレ、1957年）、『サムソンとデリラ』～バッカナール（1961年）、フランス軍隊行進曲（1959年）、英雄行進曲（1959年）、死の舞踏（1959年）
- シベリウス：交響曲第2番（1959年）
- シャブリエ：狂詩曲『スペイン』（1960年）、歌劇『いやいやながらの王様』～ポーランドの祭り（1960年）、歌劇『グヴァンドリーヌ』～序曲（1960年）、歌劇『いやいやながらの王様』～スラヴ舞曲（1960年）、楽しい行進曲（1959年）、気まぐれなブーレ（1957年）、田園組曲（1960年）
- シューマン：交響曲第1番『春』（1958年）、交響曲第2番（1955年）、交響曲第3番『ライン』（1956年）、交響曲第4番（1954年）、『マンフレッド』序曲（1958年）
- フロラン・シュミット：バレエ『サロメの悲劇』（1958年）
- ショーソン：交響曲（1956年）
- スッペ：『美しきガラテア』序曲（1959年）、『スペードの女王』序曲（1959年）、『軽騎兵』序曲（1959年）、『詩人と農夫』序曲（1959年）、『ウィーンの朝・昼・晩』序曲（1959年）、『ボッカチオ』序曲（1959年）
- ダンディ：フランス山人の歌による交響曲（ピアノ：マルグリット・ロン、コンセール・コロンヌ、1934年）
- デュカス：『ラ・ペリ』（コンセール・コロンヌ、1947年）
- ドヴォルザーク：交響曲第9番『新世界より』（1960年）
- ドビュッシー：『夜想曲』（1961年）、小組曲（1959年）、『イベリア』（1955年）、『牧神の午後への前奏曲』（1955年）、『海』（1955年）
- トマ：『ミニョン』～ガヴォット（1962年）、『ミニョン』序曲（1960年）、『レーモン』序曲（1960年）
- ルジェ・ド・リール：『ラ・マルセイエーズ』（1959年）
- ハイドン：交響曲第96番『奇跡』（1956年）
- ポール・パレー：ミサ曲『ジャンヌ・ダルク没500年を記念して』（ソプラノ：フランシス・イーンド、メゾソプラノ：フランシス・ビーブル、テノール：デイヴィッド・ロイド、バス：イ＝クウェイ・ツェ）、ラッカムバロー：ひとりの死者への捧げ物（1957年）
- ビゼー：『カルメン』組曲（1956年）、『アルルの女』第1組曲・第2組曲（1956年）、『カルメン』～ジプシーの踊り（1962年）、序曲『祖国』（1958年）
- ブラームス：交響曲第4番（1955年）
- フランク：交響曲（1959年）
- ベートーヴェン：交響曲第1番（1959年）、交響曲第2番（1959年）、交響曲第7番（1953年）、交響曲第6番『田園』（1954年）、同（コンセール・コロンヌ、1934年）、『アテネの廃墟』～トルコ行進曲 op.113（コンセール・コロンヌ、1934年）
- ベルリオーズ：幻想交響曲（1959年）、『カルタゴのトロイア人たち』～王の狩と嵐（1962年）、序曲『海賊』（1958年）、序曲『ローマの謝肉祭』（1958年）、歌劇『トロイアの人々』～トロイア人の行進曲（1959年）、劇的物語『ファウストの劫罰』～ハンガリー行進曲（1959年）、『ベンヴェヌート・チェッリーニ』序曲（コンセール・コロンヌ、1947-48年）、『ファウストの劫罰』～ハンガリー行進曲（コンセール・コロンヌ、1947年-1948年）
- ボイエルデュー：『白衣の婦人』序曲（1960年）
- マイアベーア：歌劇『預言者』～戴冠式行進曲（1959年）
- マスネ：『フェードル』序曲（1962年）
- ムソルグスキー：交響詩『禿山の一夜』（コンセール・コロンヌ、1934年）
- メンデルスゾーン：交響曲第5番『宗教改革』（1958年）、『夏の夜の夢』より（1958年）
- モーツァルト：交響曲第35番『ハフナー』（1956年）
- ラヴェル：『ラ・ヴァルス』（1962年）、『クープランの墓』（1959年）、『道化師の朝の歌』（1962年）、『亡き王女のためのパヴァーヌ』（1962年）、スペイン狂詩曲（1962年）、『ダフニスとクロエ』第2組曲（1961年）、『高雅で感傷的なワルツ』（1959年）、『ボレロ』（1958年）、『マ・メール・ロワ』（1957年）
- ラフマニノフ：交響曲第2番（1957年）
- ラロ：『ナムーナ』第1組曲（1958年）、『イスの王様』序曲（1958年）
- リスト：メフィスト・ワルツ（1959年）
- リヒャルト・シュトラウス：『サロメ』～7つのヴェールの踊り（1958年）
- リムスキー＝コルサコフ：交響曲第2番『アンタール』（1953年）、序曲『ロシアの復活祭』（1953年）、スペイン奇想曲（1953年）
- ルーセル：組曲ヘ長調（1957年）、バレエ組曲『くもの饗宴』
- ロッシーニ：『ウィリアム・テル』序曲（1959年）
- ワーグナー：『ニュルンベルクのマイスタージンガー』コンサート用組曲（1960年）、『ワルキューレ』～ヴォータンの告別と魔の炎の音楽（1960年）、『神々の黄昏』～夜明けとジークフリートのラインへの旅（1956年）、『トリスタンとイゾルデ』第3幕への前奏曲（1956年）、『さまよえるオランダ人』序曲（1960年）、『リエンツィ』序曲（1960年）、ジークフリート牧歌（1956年）、『ローエングリン』～第1幕への前奏曲（1953年）、『ローエングリン』～第3幕への前奏曲（1953年）、『さまよえるオランダ人』序曲（1954年）、『ニュルンベルクのマイスタージンガー』～第1幕への前奏曲（1953年）、『パルジファル』～第1幕への前奏曲（1956年）、『パルジファル』～聖金曜日の音楽（1954年）、『ワルキューレ』～ワルキューレの騎行（1953年）、『タンホイザー』序曲（1953年）、『ジークフリート』～森のささやき（1954年）、『トリスタンとイゾルデ』～前奏曲と愛の死（1955年）